# Hirske (Stryj)
Hirske (ukrainisch Гірське; russisch Горское Gorskoje, polnisch Horucko) ist ein Dorf in der ukrainischen Oblast Lwiw mit etwa 3000 Einwohnern (2015).

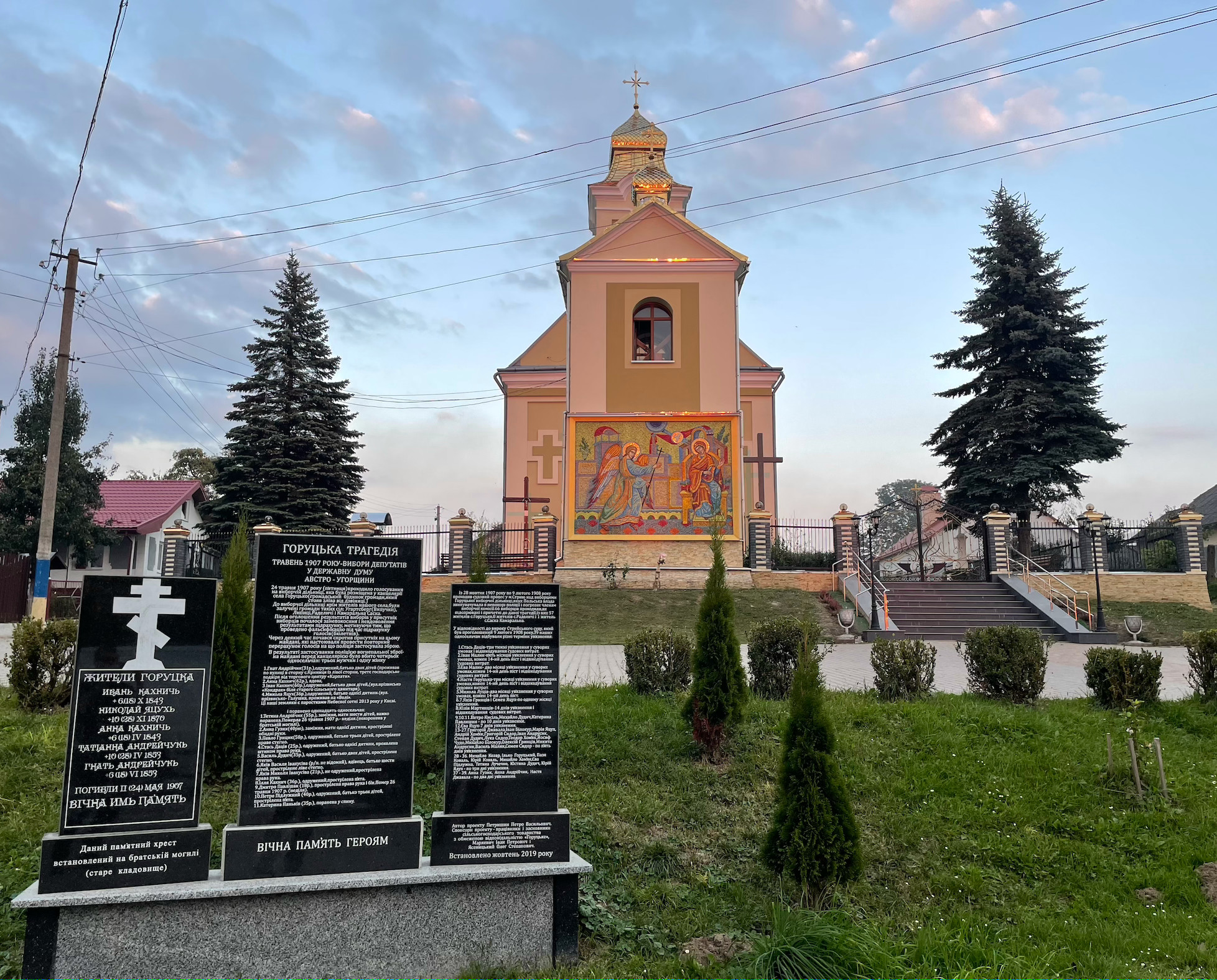
Mariä Schutz Kirche in Hirske

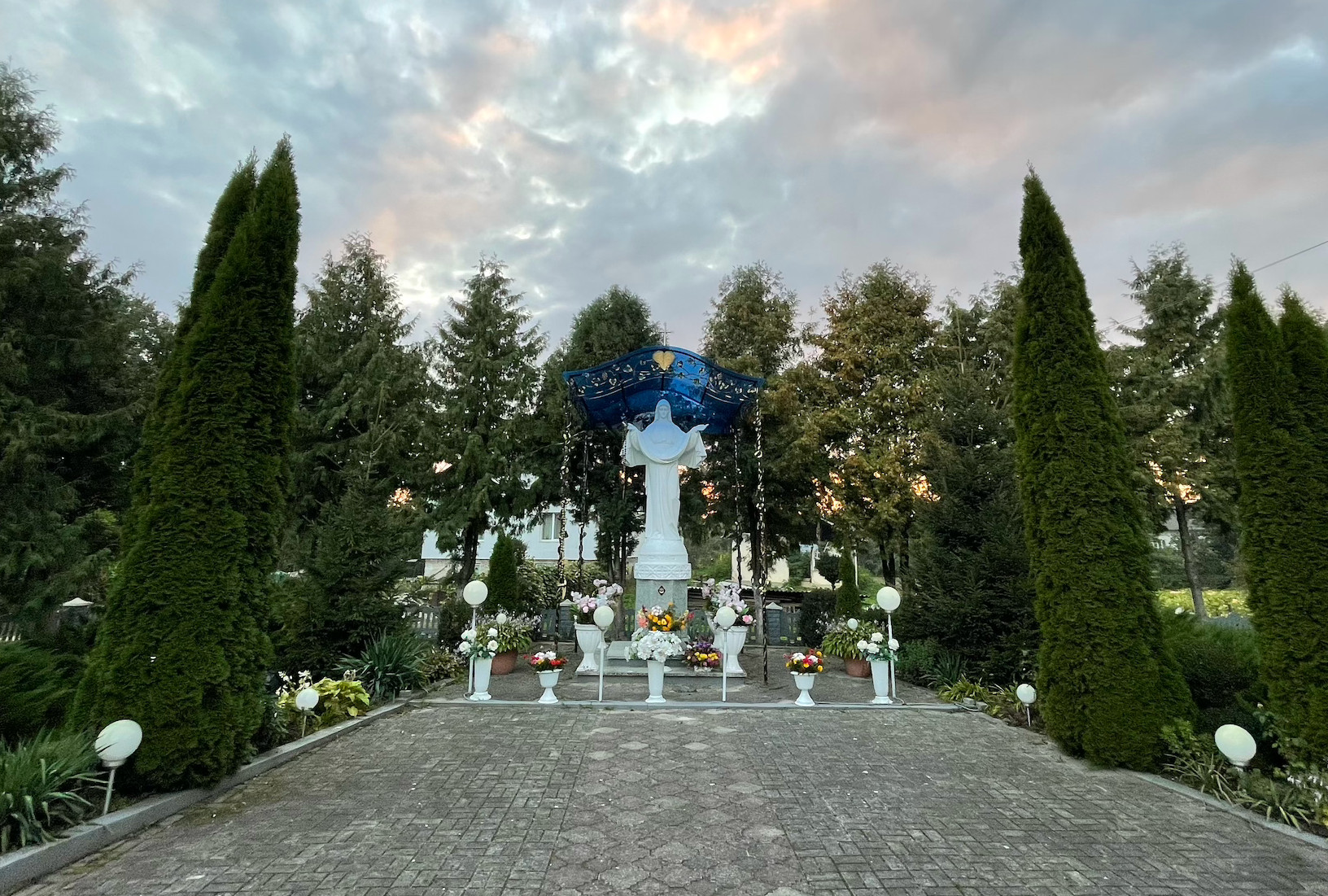
Mariä Schutz Figur in Hirske

Das erstmals 1492 schriftlich erwähnte Dorf ist Teil der Stadtgemeinde Mykolajiw im Rajon Stryj und war bis 2020 das administrative Zentrum der gleichnamigen, 35,21 km² großen Landratsgemeinde im Westen des ehemaligen Rajon Mykolajiw, zu der noch das Dorf Lypyzi (Липиці, ⊙) mit etwa 250 Einwohnern gehörte.
Die Ortschaft liegt in der historischen Landschaft Galizien am Ufer der Letnjanka (Летнянка), einem 34 km langen, rechten Nebenfluss des Dnister, 22 km südwestlich vom Rajonzentrum Mykolajiw und 52 km südlich vom Oblastzentrum Lwiw.
Im Westen des Gemeindegebietes verläuft in Nord-Süd-Richtung die Territorialstraße T–14–16 und hinter dieser liegt die aufgegebene, ehemalige deutsche Ansiedlung Ugartsberg.

## Sport
Fußballverein „Temp“ repräsentiert Hirske in der zweiten Fußball-Liga der Oblast Lwiw.

## Persönlichkeiten

### Geboren
- Oleksandr Koslowskyj (1876–1898), ukrainischer Dichter, Publizist
- Jaroslaw Rak (1908–1989), Politiker
- Iwan Lutschetschko (1928–2020), ukrainisch-amerikanischer Historiker
- Mykola Husyk (* 1941), Wissenschaftler, Volkslehrer der Ukraine
- Roman Rychal (* 1941), Wissenschaftler
- Mykhajlo Tschornyj (* 1942), Wissenschaftler
- Olha Jakutz (* 1946), Dozentin
- Kateryna Jatzuch (* 1956), Doktor der biologischen Wissenschaften
- Bohdan Dsjurach (* 1967), Bischof der Ukrainischen Griechisch-Katholischen Kirche

### Gearbeitet
- Iwan Lomnytskyj (1807–1888), Priester der Ukrainischen Griechisch-Katholischen Kirche, Reichstagsabgeordneter